# Западнофриульские диалекты
Западнофриу́льские диале́кты (также конкордские диалекты; фриул. furlan concuardiês, итал. friulano occidentale, friulano concordiese) — диалекты фриульского языка, распространённые на западе области Фриули — Венеция-Джулия в Италии (к западу от среднего и нижнего течения реки Тальяменто). Образуют одну из трёх основных фриульских диалектных групп наряду с карнийской и центрально-восточной группами.
Западнофриульские в сравнении с другими фриульскими диалектами являются наиболее инновационными и наиболее подверженными влиянию венетского языка.

## Классификация
В западнофриульскую группу диалектов согласно классификации, опубликованной в статье «Фриульский язык» (издание «Языки мира»), включают:
- общий западнофриульский диалект (говоры области по течению рек Медуна[итал.] и Челлина[итал.]):
- северо-западный диалект (предальпийские говоры окрестностей Маниаго, Спилимберго и других населённых пунктов);
- говоры вдоль нижнего течения реки Тальяменто;
- эртанский говор (в селении Эрто)[~ 1];
- переходную диалектную зону (амфизону) от фриульского к венетскому языку.

Согласно классификации, опирающейся на работы Дж. Франческато и Дж. Фрау, которая представлена в статье П. Розеано, в западнофриульском ареале выделяют следующие диалекты и говоры:
- общий западнофриульский диалект:
  - общие западнофриульские говоры;
  - говоры верхней части долины Вальчеллина[итал.];
- диалект области к северо-западу от реки Тальяменто в её нижнем течении;
- азино — диалект долины Валь-д’Арцино[итал.];
- трамонтино — диалект долины Валь-Трамонтина[итал.];
- эртанский говор;
- переходные фриульско-венетские говоры.

## Ареал
Западнофриульский ареал охватывает часть территории Фриули к югу от Карнийских Альп и к западу от среднего и нижнего течения реки Тальяменто. Согласно современному административно-территориальному делению Италии, западнофриульский ареал в целом совпадает с границами провинции Порденоне области Фриули — Венеция-Джулия. Также к западнофриульскому ареалу относятся говоры, размещённые в соседних с Фриули районах провинции Венеция (область Венеция), главным образом, в окрестностях Портогруаро.
На севере область распространения западнофриульских диалектов граничит с ареалом карнийских фриульских диалектов, на востоке — с ареалом центрально-восточных фриульских диалектов, на западе — с областью распространения венетского языка.
К особенностям языковой ситуации западнофриульского диалектного региона относят распространение венецианского диалекта в так называемой колониальной разновидности в крупных населённых пунктах западной Фриули (Маниаго, Спилимберго и других) и распространение говоров северо-восточного венетского диалекта на западной периферии, в частности, в городах Сачиле и Порденоне, в то время как в сельской местности в окрестностях этих городов в быту сохраняются западнофриульские говоры. Для фриульских диалектов западной периферии характерны переключение кодов и интерференция с говорами венетского языка. Так, например, в говоре селения Вигоново коммуны Фонтанафредда отмечается интеграция фриульской и венетской лексических систем.

## Диалектные особенности
К основным диалектным чертам, характерным для западнофриульских диалектов, относят:
- отсутствие фонологической оппозиции долгих и кратких гласных — в центрально-восточных диалектах долгие и краткие гласные противопоставляются;
- дифтонгизация гласных ɛ, e > ej; ɔ, o > ou: dejs «десять», neif «снег», nowf «девять», krows «крест» — в центрально-восточных фриульских диалектах: di:s «десять», nu:f «девять»;
- переход гласной o > wo в закрытом и открытом слогах: rwóda «колесо», kwol «копна» — в центрально-восточных фриульских диалектах: rwuɛde «колесо»;
- наличие опорной гласной -e — в центрально-восточных фриульских диалектах в качестве опорной употребляется гласная -i;
- изменения дифтонгов в личных и притяжательных местоимениях в случаях типа tɔk «твоя», ljɛk «она»;
- наличие в системе консонантизма переходов k’ > t͡ʃ, g’ > d͡ʒ: t͡ʃan «собака», d͡ʒat «кот»; t͡ʃ > s, d͡ʒ > z: sɛra «воск», zir «круг»; сходные изменения характерны для говоров городов Удине и Чивидале, а также для центрально-южного ареала центрально-восточной фриульской диалектной группы;
- распространение у имён существительных женского рода окончаний -a и -as, как и в карнийских диалектах — в центрально-восточных фриульских диалектах распространено окончание множественного числа -is;
- присоединение показателя множественного числа к последнему члену в именной синтагме: il giambi dretis «прямые ноги»;
- распространение глагола zi «идти» — в центрально-восточных фриульских диалектах глагол с этим значением имеет форму la:;
- наличие большого числа лексических заимствований из венетского языка и т. д.

В говорах селений Барчис, Клаут и Чимолайс изменение аффрикат t͡ʃ и d͡ʒ имело свои особенности: t͡ʃ > θ (dɔlθ «сладкий»), d͡ʒ > ð (péðo «хуже»). Появление фонем /θ/ и /ð/ считается обусловленным венетским влиянием.
Для эртанского говора, испытавшего сильное венетское влияние, характерно противопоставление всем остальным западнофриульским говорам по целому ряду специфических фонетических черт.

## Литературное творчество
На западнофриульском говоре селения Казарса писал стихи итальянский литератор и кинорежиссёр Пьер Паоло Пазолини.